# Nastri d'argento 2006
La cerimonia di premiazione della 61ª edizione dei Nastri d'argento si è svolta il 7 febbraio 2006 a Roma.
Le candidature sono state rese note il 14 gennaio 2006 presso Palazzo Fendi. Tra i 30 film segnalati nelle candidature, Romanzo criminale di Michele Placido ne ha ottenute il maggior numero, dieci, seguito a quota otto da La bestia nel cuore di Cristina Comencini e La febbre di Alessandro D'Alatri.
Il film che ha ricevuto più premi (cinque) è Romanzo criminale.

## Vincitori e candidati
I vincitori sono indicati in grassetto, a seguire gli altri candidati.

### Regista del miglior film italiano
- Michele Placido - Romanzo criminale
- Pupi Avati - La seconda notte di nozze
- Cristina Comencini - La bestia nel cuore
- Alessandro D'Alatri - La febbre
- Giovanni Veronesi - Manuale d'amore

### Miglior regista esordiente
- Francesco Munzi - Saimir
- Stefano Mordini - Provincia meccanica
- Vittorio Moroni - Tu devi essere il lupo
- Fausto Paravidino - Texas
- Stefano Pasetto - Tartarughe sul dorso

### Miglior produttore
- Marco Chimenz, Giovanni Stabilini e Riccardo Tozzi (Cattleya) - La bestia nel cuore (con Rai Cinema e Sky), Romanzo criminale (con Warner Bros.) e Quando sei nato non puoi più nasconderti  (con Rai Cinema)
- Antonio Avati (Duea Film) con Rai Cinema - Ma quando arrivano le ragazze? e La seconda notte di nozze
- Aurelio De Laurentiis (Filmauro) - Manuale d'amore
- Daniele Mazzocca, Cristiano Bortone e Gianluca Arcopinto (Orisa produzioni) - Saimir
- Marco Poccioni e Marco Valsania (Rodeo Drive) con Rai Cinema - La febbre

### Migliore soggetto
- Roberto Benigni e Vincenzo Cerami - La tigre e la neve
- Francesco Munzi - Saimir
- Ferzan Özpetek e Gianni Romoli - Cuore sacro
- Fausto Paravidino, Iris Fusetti e Carlo Orlando - Texas
- Marco Ponti e Lucia Moisio - L'uomo perfetto

### Migliore sceneggiatura
- Ugo Chiti e Giovanni Veronesi - Manuale d'amore
- Alessandro D'Alatri, Gennaro Nunziante e Domenico Starnone - La febbre
- Sandro Petraglia, Stefano Rulli, Giancarlo De Cataldo e Michele Placido - Romanzo criminale
- Giuseppe Rocca, Laura Sabatino ed Antonietta De Lillo - Il resto di niente
- Gabriele Salvatores e Fabio Scamoni - Quo vadis, baby?

### Migliore attore protagonista
- Pierfrancesco Favino, Kim Rossi Stuart e Claudio Santamaria - Romanzo criminale
- Stefano Accorsi - Provincia meccanica
- Antonio Albanese - La seconda notte di nozze
- Roberto Benigni - La tigre e la neve
- Luca Zingaretti - Alla luce del sole e I giorni dell'abbandono

### Migliore attrice protagonista
- Katia Ricciarelli - La seconda notte di nozze
- Asia Argento - Ingannevole è il cuore più di ogni cosa (The Heart Is Deceitful Above All Things)
- Margherita Buy - I giorni dell'abbandono
- Valeria Golino - Texas
- Giovanna Mezzogiorno - La bestia nel cuore

### Migliore attore non protagonista
- Carlo Verdone - Manuale d'amore
- Giuseppe Battiston - La bestia nel cuore
- Rodolfo Corsato - Quando sei nato non puoi più nasconderti
- Riccardo Scamarcio - Texas e L'uomo perfetto
- Gianmarco Tognazzi - Romanzo criminale

### Migliore attrice non protagonista
- Angela Finocchiaro - La bestia nel cuore
- Erika Blanc e Lisa Gastoni - Cuore sacro
- Silvana De Santis - Tickets
- Loretta Goggi - Gas
- Angela Luce e Marisa Merlini - La seconda notte di nozze

### Migliore fotografia
- Fabio Cianchetti - La bestia nel cuore e La tigre e la neve
- Cesare Accetta - Il resto di niente
- Luca Bigazzi - Romanzo criminale
- Pasquale Mari - La Passione di Giosuè l'ebreo
- Italo Petriccione - La febbre e Quo vadis, baby?

### Migliore scenografia
- Bruno Rubeo - Il mercante di Venezia (The Merchant of Venice)
- Paola Comencini - La bestia nel cuore e Romanzo criminale
- Andrea Crisanti - Cuore sacro
- Luigi Marchione - La febbre
- Beatrice Scarpato - Il resto di niente

### Migliori costumi
- Francesco Crivellini - La seconda notte di nozze
- Daniela Ciancio - Il resto di niente
- Grazia Colombini e Giulia Mafai - La Passione di Giosuè l'ebreo
- Nicoletta Ercole - Il ritorno del Monnezza
- Nicoletta Taranta - Romanzo criminale

### Migliore montaggio
- Esmeralda Calabria - Romanzo criminale
- Osvaldo Bargero - La febbre
- Claudio Di Mauro - Manuale d'amore
- Roberto Missiroli - Saimir
- Cecilia Zanuso - La bestia nel cuore

### Migliore sonoro in presa diretta
- Mario Iaquone - Romanzo criminale
- Stefano Campus - Saimir
- Fulgenzio Ceccon - Quando sei nato non puoi più nasconderti
- Mauro Lazzaro - Quo vadis, baby?
- Bruno Pupparo - La tigre e la neve

### Migliore musica
- Fabio Barovero, Simone Fabbroni, Negramaro, Roy Paci e Louis Siciliano - La febbre
- Ezio Bosso - Quo vadis, baby?
- Andrea Guerra - Hotel Rwanda
- Banda Osiris - Tartarughe sul dorso
- Daniele Sepe - Il resto di niente

### Migliore canzone
- Mentre tutto scorre dei Negramaro - La febbre
- Swan di Elisa - Melissa P.
- Warriors of light/Sei o non sei dei Room 108 - Mai + come prima
- Solo per te di Tricarico - Ti amo in tutte le lingue del mondo
- Tra cielo e terra di Pietro Cantarelli cantata da Tosca - Cielo e terra

### Regista del migliore film straniero
- Clint Eastwood - Million Dollar Baby
- Tim Burton - La sposa cadavere (Corpse Bride)
- George Clooney - Good Night, and Good Luck.
- Michael Haneke - Niente da nascondere (Cachè)
- Ron Howard - Cinderella Man - Una ragione per lottare (Cinderella Man)
- Jim Jarmusch - Broken Flowers
- Hayao Miyazaki - Il castello errante di Howl (Hauru no ugoku shiro)
- Marc Rothemund - La Rosa Bianca - Sophie Scholl (Sophie Scholl - Die letzten Tage)
- Martin Scorsese - The Aviator
- Aleksandr Sokurov - Il Sole (Solntse)

### Miglior documentario
- Viva Zapatero!, regia di Sabina Guzzanti
- Passaggi di tempo, regia di Gianfranco Cabiddu
- La storia del cammello che piange (Die Geschichte vom weinenden Kamel), regia di Luigi Falorni e Davaa Bâmbasürėn
- Craj, regia di Davide Marengo

### Nastro d'argento speciale
- Dante Ferretti per la scenografia di The Aviator
- Gabriella Pescucci per i costumi di La fabbrica di cioccolato (Charlie and the Chocolate Factory)
- Nicola Piovani per la musica di La tigre e la neve
- Pietro Scalia per il montaggio di Memorie di una geisha (Memoirs of a Geisha)

### Nastro d'argento europeo
- Barbora Bobuľová - Cuore sacro

### Nastro d'onore
- Stefania Sandrelli

### Regista del Miglior Cortometraggio
- Un amore inguaribile di Giovanni Covini
- Dentro Roma di Francesco Costabile
- Do You See Me? di Alessandro De Cristofaro

### Miglior Cortometraggio
- Punto di vista. di Michele Banzato

### Premio Guglielmo Biraghi
- Riccardo Scamarcio - Texas + L'uomo perfetto
- Valeria Solarino - La febbre

### Premio "Fendi Film - Talento 2006"
- Valeria Solarino